# Phineas und Ferb/Episodenliste
Diese Episodenliste enthält alle Episoden der US-amerikanischen Zeichentrickserie Phineas und Ferb, sortiert nach der Produktionsreihenfolge. Im Zeitraum von 2007 bis 2015 erschienen vier Staffeln, ein Film und ein Special; 2025 folgte eine fünfte Staffel.

## Übersicht
| Staffel | Episodenanzahl | Vereinigte Staaten | Vereinigte Staaten | Deutschland        | Deutschland       |
| Staffel | Episodenanzahl | Staffelpremiere    | Staffelfinale      | Staffelpremiere    | Staffelfinale     |
| ------- | -------------- | ------------------ | ------------------ | ------------------ | ----------------- |
| 1       | 26 (47)        | 17. August 2007    | 18. Februar 2009   | 22. September 2007 | 1. April 2009     |
| 2       | 39 (65)        | 19. Februar 2009   | 11. Februar 2011   | 24. Juli 2009      | 27. Mai 2011      |
| 3       | 35 (62)        | 4. März 2011       | 30. November 2012  | 9. September 2011  | 24. Mai 2013      |
| Film    | Film           | 5. August 2011     | 5. August 2011     | 3. September 2011  | 3. September 2011 |
| 4       | 35 (53)        | 7. Dezember 2012   | 12. Juni 2015      | 15. Juni 2013      | 31. Juli 2015     |
| Special | Special        | 9. November 2015   | 9. November 2015   | 24. Dezember 2015  | 24. Dezember 2015 |
| 5       | 20             | 05. Juni 2025      |                    | 06. September 2025 |                   |

## Staffel 1
Die Erstausstrahlung der ersten Staffel war vom 17. August 2007 bis zum 18. Februar 2009 (bis auf in der Tabelle vermerkte Ausnahmen) auf dem US-amerikanischen Fernsehsender Disney Channel zu sehen. Die deutschsprachige Erstausstrahlung erfolgte vom 22. September 2007 bis zum 1. April 2009.
| Nr. (ges.) | Nr. (St.) | Deutscher Titel                                                             | Originaltitel                              | Erstausstrahlung USA      | Deutschsprachige Erstausstrahlung (D)    |
| --- | --------- | --------------------------------------------------------------------------- | ------------------------------------------ | ------------------------- | ---------------------------------------- |
| 1a | 1a        | Die Achterbahn                                                              | Rollercoaster                              | 17. Aug. 2007             | 22. Sep. 2007                            |
| Phineas und Ferb bauen eine Achterbahn in ihrem Garten, während das Schnabeltier Perry die Pläne von Dr. Doofenshmirtz zur Umkehr der Erdrotation zu verhindern versucht. Lieder: |           |                                                                             |                                            |                           |                                          |
| 1b | 1b        | Geburtstags(alb)träume                                                      | Candace Loses Her Head                     | 5. Feb. 2008              | 19. Feb. 2008                            |
| Phineas und Ferb restaurieren Mount Rushmore zu Candace’ 15. Geburtstag, während Agent P. Dr. Doofenshmirtz daran hindert, einen Tunnel nach China zu bauen. Lieder: „Sie ist Candace“ |           |                                                                             |                                            |                           |                                          |
| 2a | 2a        | TEAM Phineas & Ferb 1 „Team Phineas und Ferb“ (16:9-Breitbild-Ausstrahlung) | The Fast and the Phineas 1                 | 2. Feb. 2008              | 5. Feb. 2008                             |
| Phineas und Ferb treten beim 500. Straßenrennen an, nachdem sie das Auto ihrer Mutter zu einem Rennwagen mit der Nummer 42 aufgemotzt haben. Währenddessen versucht Dr. Doofenshmirtz alles, was Luft enthält, zu zerstören. Lieder: „Los, Phineas“ |           |                                                                             |                                            |                           |                                          |
| 2b | 2b        | Der Strand gleich hinterm Haus 1                                            | Lawn Gnome Beach Party of Terror 1         | 28. Sep. 2007             | 1. Nov. 2007                             |
| Phineas und Ferb bauen einen Strand in ihrem Garten am heißesten Tag des Jahres. Währenddessen versucht Agent P. Dr. Doofenshmirtz aufzuhalten, der alle Gartenzwerge in der Tri-State-Area stehlen möchte, als Rache dafür, dass er in seiner Kindheit als Gartenzwerg für seine Familie dienen musste. Lieder: „Am Strand geht’s los“, „Ein Gartenstrand“, „Jetzt ist es gleich so weit“, „Perry, das Schnabeltier“ (Abspann)                                  |           |                                                                             |                                            |                           |                                          |
| 3a | 3a        | Fang die Kuh                                                                | The Magnificent Few                        | 8. Feb. 2008              | 13. Feb. 2008                            |
| Ein langweiliger Besuch auf einer Cowboy-Farm wird zu einem spannenden Tag mit Pferdereiten. Phineas, Ferb und Isabella treiben von Termiten aufgeschreckte Kühe durch die Innenstadt. Dr. Doofenshmirtz will in das Aluminiumgeschäft einsteigen. Lieder: „Auf dem Pferd“, „In der Mall“ |           |                                                                             |                                            |                           |                                          |
| 3b | 3b        | S'Winter S’Winter (16:9-Breitbild-Ausstrahlung)                             | S'Winter                                   | 9. Feb. 2008              | 15. Feb. 2008                            |
| Phineas und Ferb benutzen die Eismaschine ihres Vaters um "S'Winter" zu kreieren, eine einzigartige Mischung aus Winter und Sommer. Währenddessen folgt Candice ihrem Schwarm Jeremy um in Erfahrung zu bekommen, mit wem er jüngst so viel Zeit verbringt. In der Innenstadt plant Dr. Doofenshmirtz sämtliche Schokolade der gesamten Tri-State-Area zu schmelzen und diese durch seine eigene neue Kreation zu ersetzen. Lieder: „S'Winter“ (auch im Abspann) |           |                                                                             |                                            |                           |                                          |
| 4a | 4a        | Der Mumienfreund                                                            | Are You My Mummy?                          | 15. Feb. 2008             | 21. Feb. 2008                            |
| Während eines Mumienfilms entscheiden sich Phineas und Ferb eine eigene Mumie zu suchen um sie als Freund zu gewinnen. Derweilen versucht Dr. Doofenshmirtz ein eigenes Meer vor seiner Haustür zu bauen. Lieder: „Mein Mumienfreund“ |           |                                                                             |                                            |                           |                                          |
| 4b | 4b        | Der Eintagsfliegenhit                                                       | Flop Starz                                 | 1. Feb. 2008              | 1. Feb. 2008                             |
| Candace bewirbt sich bei der Show Super American Pop Teen Idol Star, um dort vorzusingen, wo sie ihre Brüder allerdings schon als gefeierte Stars in anderem Gefilde antrifft. Perry versucht währenddessen, den bösen Dr. Doofenshmirtz aufzuhalten, die Tri-State-Area mit einem Hochhaus-Roboter zu erobern. Lieder: „Ich bin Lindana und ich will einfach Spaß!“ (auch im Abspann), „Gitchee, Gitchee, Goo“                                                  |           |                                                                             |                                            |                           |                                          |
| 5a | 5a        | Kampf der Daumen                                                            | Raging Bully                               | 4. Feb. 2008              | 6. Feb. 2008                             |
| Phineas schüttet versehentlich Eis auf Buford und macht ihn vor vielen Zuschauern lächerlich. Das möchte er mit einem Kampf der Daumen ausgleichen. Lieder: „Er ist ein Schläger“, „Er fällt“ |           |                                                                             |                                            |                           |                                          |
| 5b | 5b        | Und Action!                                                                 | Lights, Candace, Action!                   | 3. Feb. 2008              | 7. Feb. 2008                             |
| – Lieder: – |           |                                                                             |                                            |                           |                                          |
| 6a | 6a        | Campen mit Bigfoot                                                          | Get That Bigfoot Outta My Face             | 23. Feb. 2008             | 25. Feb. 2008                            |
| – Lieder: „Der Bigfoot“ |           |                                                                             |                                            |                           |                                          |
| 6b | 6b        | Die Baumhausvilla                                                           | Tree to Get Ready                          | 22. März 2008             | 1. Apr. 2008                             |
| – Lieder: „Mein Bruder, ja der Gute“ |           |                                                                             |                                            |                           |                                          |
| 7 | 7         | Die Zeitreise                                                               | It’s About Time                            | 1. März 2008              | 17. Mai 2008                             |
| – Lieder: „Mein Lieblingsfeind“ (1), „Mein Lieblingsfeind“ (2) |           |                                                                             |                                            |                           |                                          |
| 8a | 8a        | Phineas, Ferb und Sensationen                                               | Jerk De Soleil                             | 10. Feb. 2008             | 14. Feb. 2008                            |
| – Lieder: „S.E.H.R. B.Ö.S.E.“ |           |                                                                             |                                            |                           |                                          |
| 8b | 8b        | Die Spielzeugerfinder 1                                                     | Toy to the World 1                         | 22. Feb. 2008             | 22. Feb. 2008                            |
| – Lieder: „Shimmy Jimmy“ |           |                                                                             |                                            |                           |                                          |
| 9 | 9         | Schrecklicher Schluckauf                                                    | One Good Scare Ought to Do It!             | 3. Okt. 2008              | 11. Jan. 2009                            |
| – Lieder: „Perry, das Schnabeltier“, „Candace“, „Ein kleiner Schreck wird dir helfen im Nu!“ |           |                                                                             |                                            |                           |                                          |
| 10a | 10a       | Urlaub im Mittelalter                                                       | A Hard Day’s Knight                        | 14. Juni 2008             | 11. Juli 2008                            |
| – Lieder: „Der schwarze Ritter von Worcestershire“ |           |                                                                             |                                            |                           |                                          |
| 10b | 10b       | Phindroid-Ferboter                                                          | I, Brobot                                  | 6. Feb. 2008              | 11. Feb. 2008                            |
| – Lieder: „Phindroid-Ferboter“ |           |                                                                             |                                            |                           |                                          |
| 11a | 11a       | Alles Gute, Mom!                                                            | Mom’s Birthday                             | 10. Mai 2008              | 4. Juli 2008                             |
| – Lieder: „Mom, du hast Geburtstag“ |           |                                                                             |                                            |                           |                                          |
| 11b | 11b       | Die Reise zum Mittelpunkt von Candace                                       | Journey to the Center of Candace           | 29. Feb. 2008             | 29. Feb. 2008                            |
| – Lieder: „In ’nem Mini-U-Boot fahr’n“ |           |                                                                             |                                            |                           |                                          |
| 12a | 12a       | Supermodel Candace                                                          | Run Away, Runway                           | 7. Feb. 2008              | 12. Feb. 2008                            |
| – Lieder: „Für immer Sommer“ |           |                                                                             |                                            |                           |                                          |
| 12b | 12b       | Eiscreme für Isabella                                                       | I Scream, You Scream                       | 17. Feb. 2008             | 20. Feb. 2008                            |
| – Lieder: „Fällig“ |           |                                                                             |                                            |                           |                                          |
| 13a | 13a       | Das Monster-Truck-Rennen 1                                                  | It’s a Mud, Mud, Mud, Mud World 1          | 24. Feb. 2008             | 26. Feb. 2008                            |
| – Lieder: „Die Monster-Truck-Braut“ |           |                                                                             |                                            |                           |                                          |
| 13b | 13b       | Die Ballade von Kapitän Rauschebart                                         | The Ballad of Badbeard                     | 12. Apr. 2008             | 1. Juli 2008                             |
| – Lieder: „Die Ballade von Rauschebart“ |           |                                                                             |                                            |                           |                                          |
| 14 | 14        | Der Hochzeitstag                                                            | Dude, We’re Getting the Band Back Together | 8. März 2008              | 3. Mai 2008                              |
| – Lieder: „Dannys Story“, „Sie sind fabelhaft“, „Ich hab' keinen Rhythmus“, „Mein Herz gehört nur dir ganz allein“, „Rockmusik ist heilsam“ |           |                                                                             |                                            |                           |                                          |
| 15a | 15a       | Ein Tag mit den Bettys                                                      | Ready for the Bettys                       | 16. Feb. 2008             | 18. Feb. 2008                            |
| – Lieder: „Rocken mit den Bettys“ |           |                                                                             |                                            |                           |                                          |
| 15b | 15b       | Die dunkle Schlucht von McGregor                                            | The Flying Fishmonger                      | 12. Sep. 2008             | Februar 2008, offiziell am 25. Dez. 2008 |
| – Lieder: „Dieses Fischmonster fliegt“ |           |                                                                             |                                            |                           |                                          |
| 16 | 16        | Endlich erwischt! Teil 1 & 2 2                                              | Phineas and Ferb Get Busted! 2             | 16. Feb. 2009 (Disney XD) | 1. Apr. 2009                             |
| – Lieder: „Mein Leben ist herrlich“, „Kleine Brüder“, „Lustige Geräusche im Badezimmer“, „Ich fühl' mich nicht frei“ |           |                                                                             |                                            |                           |                                          |
| 17a | 17a       | Das Streitwagenrennen                                                       | Greece Lightning                           | 19. Apr. 2008             | 2. Juli 2008                             |
| – Lieder: „Wagenrennen sind der Hit“ |           |                                                                             |                                            |                           |                                          |
| 17b | 17b       | Schnapp sie!                                                                | Leave the Busting to Us!                   | 19. Apr. 2008             | 3. Juli 2008                             |
| – Lieder: „Schnapp sie!“, „Sommer macht Riesenspaß“ |           |                                                                             |                                            |                           |                                          |
| 18a | 18a       | Die Rollschuhkönigin                                                        | Crack That Whip                            | 24. Mai 2008              | 7. Juli 2008                             |
| – Lieder: „Sie fahr’n im Kreis auf der Rollschuhbahn“ |           |                                                                             |                                            |                           |                                          |
| 18b | 18b       | Faulenzen mit Phineas und Ferb                                              | The Best Lazy Day Ever                     | 24. Mai 2008              | 8. Juli 2008                             |
| – Lieder: „An einem faulen Tag“ |           |                                                                             |                                            |                           |                                          |
| 19a | 19a       | Verliebt in einen Neandertaler                                              | Boyfriend From 27,000 B.C.                 | 7. Juni 2008              | 9. Juli 2008                             |
| – Lieder: „Beim Sandwich-Mann“ |           |                                                                             |                                            |                           |                                          |
| 19b | 19b       | Bufords Goldfisch Buford’s Goldfisch (16:9-Breitbild-Ausstrahlung)          | Voyage to the Bottom of Buford             | 7. Juni 2008              | 10. Juli 2008                            |
| – Lieder: „Bufords Goldfisch“ |           |                                                                             |                                            |                           |                                          |
| 20a | 20a       | Das Minigolfparadies                                                        | Put That Putter Away                       | 10. Aug. 2008             | 4. Jan. 2009                             |
| – Lieder: „Sie ist die Minigolf-Disco-Queen“ |           |                                                                             |                                            |                           |                                          |
| 20b | 20b       | Candace, das Schnabeltier                                                   | Does This Duckbill Make Me Look Fat?       | 10. Aug. 2008             | 4. Jan. 2009                             |
| – Lieder: „Slushy, der Clown“, „Perry, die Teenagerin“ |           |                                                                             |                                            |                           |                                          |
| 21a | 21a       | Das Spionage-Trio                                                           | Traffic Cam Caper                          | 12. Juli 2008             | 21. Juli 2008                            |
| – Lieder: „Die Laute der Tiere geh’n so“ |           |                                                                             |                                            |                           |                                          |
| 21b | 21b       | Die nutzlosesten Rekorde der Welt                                           | Bowl-R-Rama-Drama                          | 12. Juli 2008             | 8. Aug. 2008                             |
| – Lieder: „Flipper' die Straße entlang“ |           |                                                                             |                                            |                           |                                          |
| 22a | 22a       | Phineas und Ferbenstein                                                     | The Monster of Phineas-n-Ferbenstein       | 17. Okt. 2008             | 18. Jan. 2009                            |
| – Lieder: „Dieser böse Mann“ |           |                                                                             |                                            |                           |                                          |
| 22b | 22b       | Das Wüstenkunstwerk                                                         | Oil on Candace                             | 17. Okt. 2008             | 12. Feb. 2009                            |
| – Lieder: „Ich muss hier heute brilieren“ |           |                                                                             |                                            |                           |                                          |
| 23a | 23a       | Die Wissenschaftsmesse                                                      | Unfair Science Fair                        | 17. Feb. 2009 (Disney XD) | 23. Jan. 2009                            |
| – Lieder: „Zerstörte Träume“ |           |                                                                             |                                            |                           |                                          |
| 23b | 23b       | Die Wissenschaftsmesse – Die Wiederkehr                                     | Unfair Science Fair Redux (Another Story)  | 18. Feb. 2009 (Disney XD) | 23. Jan. 2009                            |
| – Lieder: „Königin vom Mars“ |           |                                                                             |                                            |                           |                                          |
| 24 | 24        | Ein Stern für Phineas und Ferb                                              | Out to Launch                              | 5. Dez. 2008              | 1. Feb. 2009                             |
| – Lieder: „Bau’n wir ein Raumfahrzeug für’s All“, „Shooting-Star-Milchshake-Bar“ |           |                                                                             |                                            |                           |                                          |
| 25a | 25a       | Der Riesen-Kicker                                                           | Got Game?                                  | 2. Aug. 2008              | 19. Sep. 2008                            |
| – Lieder: „Gib mir ein F!“ |           |                                                                             |                                            |                           |                                          |
| 25b | 25b       | Kermillians Komet                                                           | Comet Kermillian                           | 2. Aug. 2008              | 19. Sep. 2008                            |
| – Lieder: „E.I.D.H. (Eichhörnchen in der Hose)“ |           |                                                                             |                                            |                           |                                          |
| 26a | 26a       | Superhelden                                                                 | Out of Toon                                | 7. Nov. 2008              | 25. Jan. 2009                            |
| – Lieder: „Pinhead Pierre-Titelsong“, „Team Improbable-Titelsong“ |           |                                                                             |                                            |                           |                                          |
| 26b | 26b       | Doofania                                                                    | Hail Doofania!                             | 7. Nov. 2008              | 25. Jan. 2009                            |
| – Lieder: „Mein Doofania“ |           |                                                                             |                                            |                           |                                          |

## Staffel 2
Die Erstausstrahlung der zweiten Staffel war vom 19. Februar 2009 bis zum 11. Februar 2011 (bis auf in der Tabelle vermerkte Ausnahmen) auf dem US-amerikanischen Fernsehsender Disney XD zu sehen. Die deutschsprachige Erstausstrahlung erfolgte vom 24. Juli 2009 bis zum 27. Mai 2011 (bis auf in der Tabelle vermerkte Ausnahmen) auf dem deutschen Sender Disney XD.
| Nr. (ges.) | Nr. (St.) | Deutscher Titel | Originaltitel                                   | Erstausstrahlung USA                                                                                      | Deutschsprachige Erstausstrahlung (D)                                                                     |
| --- | --------- | --- | ----------------------------------------------- | --- | --- |
| 27 | 1         | Das Ungeheuer von Loch Nase | The Lake Nose Monster                           | 19. Feb. 2009                                                                                             | 24. Juli 2009 (Disney Channel)                                                                            |
| – Lieder: „Du kriegst ’nen neuen Auftrag“, „Ich rette dich und du mich“, „Mein nasser Freund“ |           | |                                                 | | |
| 28a | 2a        | Interview mit einem Schnabeltier | Interview With a Platypus                       | 20. Feb. 2009                                                                                             | 12. Okt. 2009                                                                                             |
| – Lieder: „So ein schöner Tag“ |           | |                                                 | | |
| 28b | 2b        | Ein bedeutendes Ende | Tip of the Day                                  | 23. Jan. 2009                                                                                             | 9. Okt. 2009                                                                                              |
| – Lieder: „PINKE“ |           | |                                                 | | |
| 29a | 3a        | Die größte Schwester der Welt | Attack of the 50 Foot Sister                    | 21. Feb. 2009                                                                                             | 13. Okt. 2009                                                                                             |
| – Lieder: „Makellos“ |           | |                                                 | | |
| 29b | 3b        | Fisch, Phin & Ferb | Backyard Aquarium                               | 21. Feb. 2009                                                                                             | 21. Okt. 2009                                                                                             |
| – Lieder: „Wann wird es klingeln?'“ |           | |                                                 | | |
| 30a | 4a        | Glibbernde Gefahr | Day of the Living Gelatin!                      | 28. Feb. 2009                                                                                             | 15. Okt. 2009                                                                                             |
| – Lieder: „Gelatine-Monster“ |           | |                                                 | | |
| 30b | 4b        | Candace Holmes | Elementary, My Dear Stacy                       | 28. Feb. 2009                                                                                             | 16. Okt. 2009                                                                                             |
| – Lieder: „Wesentlich“ |           | |                                                 | | |
| 31a | 5a        | Der unsichtbare Beweis 2 | Don’t Even Blink 2                              | 4. Apr. 2009                                                                                              | 19. Okt. 2009                                                                                             |
| – Lieder: „Wir schauen und warten“ |           | |                                                 | | |
| 31b | 5b        | Chez Schnabeltier 2 | Chez Platypus 2                                 | 4. Apr. 2009                                                                                              | 20. Okt. 2009                                                                                             |
| – Lieder: „Fieses Paar“ |           | |                                                 | | |
| 32a | 6a        | Perry legt ein Ei | Perry Lays an Egg                               | 11. Apr. 2009                                                                                             | 14. Okt. 2009                                                                                             |
| – Lieder: „Die Natur gewinnt“ |           | |                                                 | | |
| 32b | 6b        | Phineas bringt Leben ins Spiel! | Gaming the System                               | 11. Apr. 2009                                                                                             | 22. Okt. 2009                                                                                             |
| – Lieder: „Wir sind digital'“ |           | |                                                 | | |
| 33 | 7         | Die Chroniken von Miep | The Chronicles of Meap                          | 18. Apr. 2009                                                                                             | 24. Juli 2009 (Disney Channel)                                                                            |
| – Lieder: „Mein Schiff vom and’ren Stern“, „Bango-Ru“ |           | |                                                 | | |
| 34a | 8a        | Thaddeus und Thorn | Thaddeus and Thor                               | 15. Juni 2009                                                                                             | 23. Okt. 2009                                                                                             |
| – Lieder: „Er schoss sich leider nie direkt in ihr Herz“ |           | |                                                 | | |
| 34b | 8b        | Fliegende Neuigkeiten | De Plane! De Plane!                             | 15. Juni 2009                                                                                             | 26. Okt. 2009                                                                                             |
| – Lieder: „Die Papier-Pelikan-Gala-Show“ |           | |                                                 | | |
| 35a | 9a        | Mach mit beim Quiz | Let’s Take a Quiz                               | 22. Juni 2009                                                                                             | 27. Okt. 2009                                                                                             |
| – Lieder: „Mach mit beim Quiz“ |           | |                                                 | | |
| 35b | 9b        | Die Autowäsche | At the Car Wash                                 | 22. Juni 2009                                                                                             | 28. Okt. 2009                                                                                             |
| – Lieder: „Im phintastisch, ferbulösen Car Wash“ |           | |                                                 | | |
| 36a | 10a       | Ein Schnabeltier auf Abwegen 2 | Oh, There You Are, Perry 2                      | 11. Juli 2009                                                                                             | 29. Okt. 2009                                                                                             |
| – Lieder: „Perry, komm doch nach Haus’“ |           | |                                                 | | |
| 36b | 10b       | Gestrandet 2 | Swiss Family Phineas 2                          | 11. Juli 2009                                                                                             | 30. Okt. 2009                                                                                             |
| – Lieder: „Carl!“ |           | |                                                 | | |
| 37 | 11        | Cliptastisch! „Phineas & Ferbs Musikvideotastischer Countdown“ (Alternativtitel)                                                              | Phineas and Ferb’s Musical Cliptastic Countdown | 12. Okt. 2009                                                                                             | 31. Dez. 2009                                                                                             |
| – Lieder: „Rocken mit den Bettys“, „Königin vom Mars“, „Ich hab’ keinen Rhythmus“, „Mom, du hast Geburtstag“, „S.E.H.R. B.Ö.S.E.“, „E.I.D.H. (Eichhörnchen in der Hose)“, „Kleine Brüder“, „Fällig“, „Ein Gartenstrand“, „Ich heiße Doof“, „Gitchee Gitchee Goo“ |           | |                                                 | | |
| 38 | 12        | Dunkle Zukunft | Phineas and Ferb’s Quantum Boogaloo             | 21. Sep. 2009                                                                                             | 12. Dez. 2009                                                                                             |
| – Lieder: „Today’s Gonna Be A Great Day“ (zweite Strophe, auf Englisch), „Was für ein Leben!“ |           | |                                                 | | |
| 39a | 13a       | Die Schrumpfmaschine 2 | Hide and Seek 2                                 | 18. Juli 2009                                                                                             | 2. Nov. 2009                                                                                              |
| – Lieder: „Bist du klein“ |           | |                                                 | | |
| 39b | 13b       | Romantische Kreuzfahrt 2 | That Sinking Feeling 2                          | 18. Juli 2009                                                                                             | 3. Nov. 2009                                                                                              |
| – Lieder: „Das Liebesglück-Boot“, „Sommer macht Riesenspaß“ |           | |                                                 | | |
| 40a | 14a       | Die Baljeatles | The Baljeatles                                  | 25. Juli 2009                                                                                             | 4. Nov. 2009                                                                                              |
| – Lieder: „Ich will ’ne Note von dir“ |           | |                                                 | | |
| 40b | 14b       | Das perfekte Geschenk | Vanessassary Roughness                          | 25. Juli 2009                                                                                             | 5. Nov. 2009                                                                                              |
| – Lieder: „Ich bin ich“ |           | |                                                 | | |
| 41a | 15a       | Die Röntgen Brille | No More Bunny Business                          | 1. Aug. 2009                                                                                              | 9. Nov. 2009                                                                                              |
| – Lieder: „Mit meinem Röntgenblick“ |           | |                                                 | | |
| 41b | 15b       | Entspannungstag | Spa Day                                         | 1. Aug. 2009                                                                                              | 10. Nov. 2009                                                                                             |
| – Lieder: „Spa Tag“ |           | |                                                 | | |
| 42a | 16a       | Die Seifenblase | Bubble Boys                                     | 17. Okt. 2009                                                                                             | 13. Nov. 2009                                                                                             |
| – Lieder: „Yodle Yodle Yodle gehorcht mir“ |           | |                                                 | | |
| 42b | 16b       | Isabella und der Tempel des Safts | Isabella and the Temple of Sap                  | 17. Okt. 2009                                                                                             | 4. Nov. 2009                                                                                              |
| – Lieder: „Das Pfadfinder-Mädchen-Lied“ |           | |                                                 | | |
| 43a | 17a       | Candace im Unglück | Cheer Up Candace                                | 24. Okt. 2009                                                                                             | 13. Nov. 2009                                                                                             |
| – Lieder: „Mix- und Rühr-Maschine“ |           | |                                                 | | |
| 43b | 17b       | Ein Tag, viele Abzeichen | Fireside Girl Jamboree                          | 24. Okt. 2009                                                                                             | 11. März 2010                                                                                             |
| – Lieder: „Los, Candace“ |           | |                                                 | | |
| 44a | 18a       | Der Fieslings Kodex | The Bully Code                                  | 31. Okt. 2009                                                                                             | 11. März 2010                                                                                             |
| – Lieder: „Er wird alles für mich tun“ |           | |                                                 | | |
| 44b | 18b       | Findet Mary McGuffin | Finding Mary McGuffin                           | 31. Okt. 2009                                                                                             | 11. März 2010                                                                                             |
| – Lieder: „Vielleicht bist du doch nicht so böse, wie es scheint“ |           | |                                                 | | |
| 45a | 19a       | Das mysteriöse Gerät | What Does It Do?                                | 14. Nov. 2009                                                                                             | 13. Mai 2010                                                                                              |
| – Lieder: „Wozu ist es gut?“ |           | |                                                 | | |
| 45b | 19b       | Atlantis | Atlantis                                        | 14. Nov. 2009                                                                                             | 12. Mai 2010                                                                                              |
| – Lieder: „Atlantis“ |           | |                                                 | | |
| 46a | 20a       | Alte Bekannte | Picture This                                    | 7. Nov. 2009                                                                                              | 26. März 2010                                                                                             |
| – Lieder: „Mexikanisches, jüdisches Kulturen-Festival“, „Ich hab nichts Süßes in mir“ |           | |                                                 | | |
| 46b | 20b       | Tanzwettbewerb | Nerdy Dancin’                                   | 7. Nov. 2009                                                                                              | 30. Apr. 2010                                                                                             |
| – Lieder: „Tanzt bis sich hier alles dreht!“ |           | |                                                 | | |
| 47a | 21a       | Gedächtnis-Ausfall | I Was A Middle-Aged Robot                       | 13. Feb. 2010                                                                                             | 17. Mai 2010                                                                                              |
| – Lieder: „Vielleicht werden wir die Gewinner sein“ |           | |                                                 | | |
| 47b | 21b       | Babysitter-Albtraum | Suddenly Suzy                                   | 13. Feb. 2010                                                                                             | 18. Mai 2010                                                                                              |
| – Lieder: „Tuff Gum“, „Schnabeltiertrucker“ |           | |                                                 | | |
| 48 | 22        | Das Weihnachts-Special (33-minütige Fassung) 3 Weihnachten ohne Santa (22-minütige Fassung) Das neue Weihnachts-Special (34-minütige Fassung) | Christmas Vacation!                             | 6. Dez. 2009 (33-minütige Fassung) 18. Dez. 2009 (22-minütige Fassung) 3. Dez. 2010 (34-minütige Fassung) | 18. Dez. 2009 (33-minütige Fassung) 1. Nov. 2010 (22-minütige Fassung) 6. Dez. 2010 (34-minütige Fassung) |
| – Lieder: Titelsong (Weihnachtsversion), „Was wünscht er sich?“ 3, „Das Weihnachtsfest, das mag ich“, „Ich bin in Weihnachtsstimmung“, „Was haben wir getan?“, „Danville ist nett und brav“, „Weihnachten geht bald los“, „Weihnachtsmann, wir danken dir“       |           | |                                                 | | |
| 49a | 23a       | Inkognito-Carl | Undercover Carl                                 | 13. Feb. 2010                                                                                             | 19. Mai 2010                                                                                              |
| – Lieder: „Carl!“, „Wie du fliegst und schwebst“ |           | |                                                 | | |
| 49b | 23b       | Die Vereinigungs-Parade | Hip Hip Parade                                  | 13. Feb. 2010                                                                                             | 20. Mai 2010                                                                                              |
| – Lieder: „Tri-State Area Vereinigungstag“ |           | |                                                 | | |
| 50a | 24a       | Bürgermeister Festival | Just Passing Through                            | 6. Feb. 2010                                                                                              | 24. Mai 2010                                                                                              |
| – Lieder: „Die Moleküle aus denen ich besteh'“ |           | |                                                 | | |
| 50b | 24b       | Die Hochzeits-Planerin | Candace’s Big Day                               | 6. Feb. 2010                                                                                              | 25. Mai 2010                                                                                              |
| – Lieder: „Hochzeits-Abenteuer“ |           | |                                                 | | |
| 51a | 25a       | Mein Bruder, das Alien | Invasion of the Ferb Snatchers                  | 20. Feb. 2010                                                                                             | 26. Mai 2010                                                                                              |
| – Lieder: „Du bist nicht Ferb“ |           | |                                                 | | |
| 51b | 25b       | Eine Rakete für Candace | Ain't No Kiddie Ride                            | 20. Feb. 2010                                                                                             | 27. Mai 2010                                                                                              |
| – Lieder: „Kein Kinderkarussell“ |           | |                                                 | | |
| 52 | 26        | Der Zauberer von Spotz | Wizard of Odd                                   | 24. Sep. 2010 (Disney Channel)                                                                            | 27. Aug. 2010                                                                                             |
| – Lieder: „Folge dem gelben Gehweg“, „Ich wär' so gern cool“, „Mein baumbezog’ner Wunsch“, „Ich will gar nichts“, „Uns're Liebe ist der Tanz“, „Diese Stiefel verleihen mir Flügel“, „Verrostet“                                                                 |           | |                                                 | | |
| 53 | 27        | Der einsame Superheld | The Beak                                        | 8. März 2010                                                                                              | 1. Juli 2010                                                                                              |
| – Lieder: „Diese Fahrt ist grandios“, „Piepmatz“ |           | |                                                 | | |
| 54a | 28a       | Phineas und Ferbs Doppelgänger | Not Phineas and Ferb                            | 27. Feb. 2010                                                                                             | 31. Mai 2010                                                                                              |
| – Lieder: „Hier im Weltall gibt’s Abenteuer für dich“ |           | |                                                 | | |
| 54b | 28b       | Teamarbeit | Phineas and Ferb-Busters                        | 27. Feb. 2010                                                                                             | 1. Juni 2010                                                                                              |
| – Lieder: „Heut sind sie dran“ |           | |                                                 | | |
| 55a | 29a       | Der Echsen-Flüsterer | The Lizard Whisperer                            | 6. März 2010                                                                                              | 2. Juni 2010                                                                                              |
| – Lieder: „Ägyptisches Gitarren-Solo“ |           | |                                                 | | |
| 55b | 29b       | Roboter Rodeo | Robot Rodeo                                     | 6. März 2010                                                                                              | 3. Juni 2010                                                                                              |
| – Lieder: „Roboter Rodeo“, „Izzy hat eine Krause“ |           | |                                                 | | |
| 56a | 30a       | Das Erfolgsgeheimnis | The Secret of Success                           | 8. Okt. 2010 (Disney Channel)                                                                             | 4. Juni 2010                                                                                              |
| – Lieder: „Es fährt egal wohin“, „Spendet so viel ihr nur könnt“ |           | |                                                 | | |
| 56b | 30b       | Die dunkle Seite des Mondes | The Doof Side of the Moon                       | 8. Okt. 2010 (Disney Channel)                                                                             | 7. Dez. 2010                                                                                              |
| – Lieder: „Stockwerk für Stockwerk“ |           | |                                                 | | |
| 57a | 31a       | Die neue Bürgermeisterin | She’s The Mayor                                 | 14. Juni 2010                                                                                             | 29. Nov. 2010                                                                                             |
| – Lieder: „Jeder neue Tag ist ein besonderer Tag“ |           | |                                                 | | |
| 57b | 31b       | Neue Limo braucht das Land | The Lemonade Stand                              | 14. Juni 2010                                                                                             | 30. Nov. 2010                                                                                             |
| – Lieder: „'ne bess're beste Freundin sein soll’n“ |           | |                                                 | | |
| 58a | 32a       | Der Weg ist das Ziel | We Call It Maze                                 | 1. Okt. 2010 (Disney Channel)                                                                             | 1. Dez. 2010                                                                                              |
| – Lieder: „Im Irrgarten kannst du dich schnell verirren“ |           | |                                                 | | |
| 58b | 32b       | Die 80er sind zurück | Ladies and Gentlemen, Meet Max Modem!           | 1. Okt. 2010 (Disney Channel)                                                                             | 2. Dez. 2010                                                                                              |
| – Lieder: „Ich bin Lindana und ich will einfach Spaß“, „Sie hat ein Alien-Herz“ |           | |                                                 | | |
| 59 | 33        | Der Fanaufstand | Nerds of a Feather                              | 16. Aug. 2010                                                                                             | 9. Okt. 2010                                                                                              |
| – Lieder: „Doof ’n' Tier (Song)“, „Entchen Mo-Mo ist mein Freund“, „Dein Film ist albern und wie“, „Entchen Mo-Mo (Song)“ |           | |                                                 | | |
| 60 | 34        | Ferien auf Hawaii | Phineas and Ferb Hawaiian Vacation              | 9. Juli 2010 (Disney Channel)                                                                             | 14. Jan. 2011                                                                                             |
| – Lieder: „Der Primaten-Calypso geht ab“, „Unglück“ |           | |                                                 | | |
| 61a | 35a       | Die doppelte Candace | Split Personality                               | 29. Okt. 2010 (Disney Channel)                                                                            | 8. Dez. 2010                                                                                              |
| – Lieder: „Ich und nochmal ich“ |           | |                                                 | | |
| 61b | 35b       | Krankheitstag | Brain Drain                                     | 29. Okt. 2010 (Disney Channel)                                                                            | 9. Dez. 2010                                                                                              |
| – Lieder: „Ein Schnabeltier hat die Kontrolle hier“ |           | |                                                 | | |
| 62a | 36a       | Königlicher Besuch | Make Play                                       | 11. Feb. 2011 (Disney Channel)                                                                            | 10. Dez. 2010                                                                                             |
| – Lieder: „An einem faulen Tag“ |           | |                                                 | | |
| 62b | 36b       | Candace fliegt auf | Candace Gets Busted                             | 11. Feb. 2011 (Disney Channel)                                                                            | 3. Juli 2011                                                                                              |
| – Lieder: „Ich trau mich jetzt, es zu sagen“, „Intimes Beisammensein“ |           | |                                                 | | |
| 63/64 | 37/38     | Der längste Sommertag | Phineas and Ferb: Summer Belongs To You!        | 2. Aug. 2010                                                                                              | 12. Nov. 2010                                                                                             |
| – Lieder: „I Believe We Can“, „Tokio (J-Pop)“, „Gummiband, Gummiball“, „Wir springen rund um die Welt“ „Stadt der Liebe“, „Der Sonne schnell hinterher“, „Sommer macht Riesenspaß“                                                                               |           | |                                                 | | |
| 65 | 39        | Das Achterbahn-Musical | Rollercoaster: The Musical                      | 29. Jan. 2011 (Disney Channel)                                                                            | 27. Mai 2011                                                                                              |
| – Lieder: „Hey Ferb, heute wird ein ganz besond'rer Tag“, „Jetzt seid ihr dran“, „Was macht ihr gerade?“, „Dieser Schirm ist meine Welt“, „Mom, schau“, „Bist du nicht zu jung, um so etwas zu bauen?“, „Da in Dunkeldorf“, „Achterbahn“, „Carpe Diem“           |           | |                                                 | | |

## Staffel 3
Die Erstausstrahlung der dritten Staffel war vom 4. März 2011 bis zum 30. November 2012 (bis auf in der Tabelle vermerkte Ausnahmen) auf dem US-amerikanischen Fernsehsender Disney Channel zu sehen. Die deutschsprachige Erstausstrahlung erfolgte vom 9. September 2011 bis zum 24. Mai 2013 auf dem deutschen Sender Disney XD.
| Nr. (ges.) | Nr. (St.) | Deutscher Titel                                     | Originaltitel                                  | Erstausstrahlung USA      | Deutschsprachige Erstausstrahlung (D) |
| --- | --------- | --------------------------------------------------- | ---------------------------------------------- | ------------------------- | ------------------------------------- |
| 66a | 1a        | Lauf, Candace, lauf                                 | Run, Candace, Run                              | 11. März 2011             | 14. Okt. 2011                         |
| – Lieder: „Lauf, Candace, lauf“ |           |                                                     |                                                |                           |                                       |
| 66b | 1b        | Das Heißluftballon-Rennen                           | Last Train to Bustville                        | 11. März 2011             | 14. Okt. 2011                         |
| – Lieder: „Ich geb' auf“ |           |                                                     |                                                |                           |                                       |
| 67a | 2a        | Die Biosphäre                                       | The Great Indoors                              | 4. März 2011              | 17. Okt. 2011                         |
| – Lieder: „Was ich so an dir mag“ |           |                                                     |                                                |                           |                                       |
| 67b | 2b        | Unzertrennlich                                      | Canderemy                                      | 4. März 2011              | 18. Okt. 2011                         |
| – Lieder: „Nur mit dir allein“ |           |                                                     |                                                |                           |                                       |
| 68a | 3a        | Im Bauch des Ungeheuers                             | The Belly of the Beast                         | 29. Apr. 2011             | 19. Okt. 2011                         |
| – Lieder: „Der Hai im Danville Hafen“ |           |                                                     |                                                |                           |                                       |
| 68b | 3b        | Mond Eiscreme                                       | Moon Farm                                      | 29. Apr. 2011             | 9. Sep. 2011                          |
| – Lieder: „Mondgeschmack Sensation“ |           |                                                     |                                                |                           |                                       |
| 69 | 4         | Phineas feiert Geburtstag                           | Phineas’ Birthday Clip-O-Rama!                 | 1. Apr. 2011              | 2. März 2012                          |
| – Lieder: „Du kriegst ’nen neuen Auftrag“ (Clip aus „Das Ungeheuer von Loch Nase“), „Quirky Worky Song“ (Clip aus „Der unsichtbare Beweis“), „Gib mir ein F!“ (Clip aus „Der Riesen-Kicker“), „PINKE“ (Clip aus „Ein bedeutendes Ende“), |           |                                                     |                                                |                           |                                       |
| 70a | 5a        | Der Supercomputer                                   | Ask a Foolish Question                         | 13. Mai 2011              | 20. Okt. 2011                         |
| – Lieder: „Wir bauen 'nen Supercomputer“ |           |                                                     |                                                |                           |                                       |
| 70b | 5b        | Die Schnabeltierverwechslung                        | Misperceived Monotreme                         | 13. Mai 2011              | 21. Okt. 2011                         |
| – Lieder: „Quirky Worky Song“, „Du wohnst in einem Spaßhaus“ |           |                                                     |                                                |                           |                                       |
| 71a | 6a        | Der Abhol-inator                                    | Candace Disconnected                           | 18. Juni 2011             | 24. Okt. 2011                         |
| – Lieder: „Tanz, Baby“ |           |                                                     |                                                |                           |                                       |
| 71b | 6b        | Der fliegende Teppich                               | Magic Carpet Ride                              | 18. Juni 2011             | 25. Okt. 2011                         |
| – Lieder: „Pinhead Pierre-Titelsong“, „Fliegender Aussichtsteppich“ |           |                                                     |                                                |                           |                                       |
| 72a | 7a        | Die Haar-Stylisten                                  | Bad Hair Day                                   | 24. Juni 2011             | 26. Okt. 2011                         |
| – Lieder: „Mein Gesäß traf ein Pfeil“ |           |                                                     |                                                |                           |                                       |
| 72b | 7b        | Das Danville Hackbraten Festival                    | Meatloaf Surprise                              | 24. Juni 2011             | 27. Okt. 2011                         |
| – Lieder: „Quirky Worky Song“, „Hackbraten ist lecker“ |           |                                                     |                                                |                           |                                       |
| 73a | 17a       | Steinzeitalter                                      | Tri-Stone Area                                 | 13. Jan. 2012             | 23. Juni 2012                         |
| – Lieder: „Zubataga“ |           |                                                     |                                                |                           |                                       |
| 73b | 17b       | Die große Mauer                                     | Doof Dynasty                                   | 14. Jan. 2012             | 22. Juni 2012                         |
| – Lieder: „Der Weg des Schnabeltiers“ |           |                                                     |                                                |                           |                                       |
| 74a | 8a        | Phineas und Ferb auf Standby                        | Phineas and Ferb Interrupted                   | 15. Juli 2011             | 28. Okt. 2011                         |
| – Lieder: „Mit diesen Plänen“, „Snack“ |           |                                                     |                                                |                           |                                       |
| 74b | 8b        | Papa Doofenshmirtz                                  | A Real Boy                                     | 15. Juli 2011             | 8. Nov. 2011                          |
| – Lieder: „Sonnenschein, Freude und Glück“, „Ein richtiger Junge“ |           |                                                     |                                                |                           |                                       |
| 75a | 9a        | Durch Raum und Zeit                                 | Mommy Can You Hear Me?                         | 29. Juli 2011             | 2. Nov. 2011                          |
| – Lieder: – |           |                                                     |                                                |                           |                                       |
| 75b | 9b        | Das Wohnwagenrestaurant                             | Road Trip                                      | 29. Juli 2011             | 1. Nov. 2011                          |
| – Lieder: „Home on the Road“ |           |                                                     |                                                |                           |                                       |
| 76a | 10a       | Das größte Spiel der Welt                           | Skiddley Whiffers                              | 26. Aug. 2011             | 27. Nov. 2011                         |
| – Lieder: „Skiddley Whiffers (Song)“ |           |                                                     |                                                |                           |                                       |
| 76b | 10b       | Tour de Ferb                                        | Tour de Ferb                                   | 12. Aug. 2011             | 28. Nov. 2011                         |
| – Lieder: „Auf der Tour de Ferb“, „Jetzt krieg' ich euch dran“ |           |                                                     |                                                |                           |                                       |
| 77 | 11        | Das Fußball Stadion                                 | My Fair Goalie                                 | 9. Sep. 2011              | 2. Juni 2012                          |
| – Lieder: „Wie man eine Lady wird“, „Football X7“ |           |                                                     |                                                |                           |                                       |
| 78a | 12a       | Tiermaskottchen                                     | Perry the Actorpus                             | 3. Mär. 2012 (Disney XD)  | 7. Jan. 2012                          |
| – Lieder: „Quirky Worky Song“, „Lass uns diesen Halben Tag genießen“ |           |                                                     |                                                |                           |                                       |
| 78b | 12b       | Riesen-Dart                                         | Bullseye!                                      | 30. Sep. 2011             | 7. Nov. 2011                          |
| – Lieder: „Weil wir fies sind“ |           |                                                     |                                                |                           |                                       |
| 79a | 13a       | Es spukt in Danville                                | That’s the Spirit                              | 7. Okt. 2011              | 31. Okt. 2011                         |
| – Lieder: „Werkuh macht Randale“, „Werkuh auf der Flucht“ |           |                                                     |                                                |                           |                                       |
| 79b | 13b       | Candace Fluch Candaces Fluch (spätere Ausstrahlung) | The Curse of Candace                           | 7. Okt. 2011              | 8. Nov. 2011                          |
| – Lieder: |           |                                                     |                                                |                           |                                       |
| 80a | 14a       | Flucht aus dem Phineas-Turm                         | Escape From Phineas Tower                      | 21. Okt. 2011             | 2. Juli 2012                          |
| – Lieder: |           |                                                     |                                                |                           |                                       |
| 80b | 14b       | Ein Schnabeltier wechselt die Seiten                | The Remains of the Platypus                    | 24. Feb. 2012             | 9. Apr. 2012                          |
| – Lieder: „Käsetopia“, „Perry’s Hut“ |           |                                                     |                                                |                           |                                       |
| 81a | 15a       | Die neue Sprache                                    | Ferb Latin                                     | 25. Nov. 2011             | 17. März 2012                         |
| – Lieder: „Ferb Latein“ |           |                                                     |                                                |                           |                                       |
| 81b | 15b       | Jagd auf die verlorenen Kartoffelpuffer             | Lotsa Latkes                                   | 18. Nov. 2011             | 17. März 2012                         |
| – Lieder: „Freund und Feind“ |           |                                                     |                                                |                           |                                       |
| 82 | 16        | Phineas und Ferb feiern Weihnachten                 | A Phineas and Ferb Family Christmas            | 2. Dez. 2011              | 23. Dez. 2011                         |
| – Lieder: „Let It Snow“, „König Wenceslas“, „Wir wünschen euch frohe Weihnacht“ |           |                                                     |                                                |                           |                                       |
| 83a | 18a       | "Das Krokodilabenteuer"                             | What a croc                                    | 1. Juni 2012              | 31. Jan. 2013                         |
| – Lieder: |           |                                                     |                                                |                           |                                       |
| 83b | 18b       | "Ferbs verrückter Fernsehsender"                    | "Ferb TV"                                      | 7. Sep. 2012              | 4. Feb. 2013                          |
| – Lieder: |           |                                                     |                                                |                           |                                       |
| 84a | 19a       | "Roboterperry"                                      | "Mom’s in the House"                           | 2. März 2012              | 3. Juli 2012                          |
| – Lieder: |           |                                                     |                                                |                           |                                       |
| 84b | 19b       | "Herbst im Sommer"                                  | "Minor Monogram"                               | 11. Mai 2012              | 4. Juli 2012                          |
| – Lieder: „Perrytronic“ |           |                                                     |                                                |                           |                                       |
| 85 | 20        | Excaliferb – Das Schwert der Wahrheit               | Excaliferb!                                    | 15. Jan. 2012             | 27. Juli 2012                         |
| – Lieder: |           |                                                     |                                                |                           |                                       |
| 86a | 21a       | "Jeremys Geschenk"                                  | Monster from the ID                            | 10. Feb. 2012             | 5. Juli 2012                          |
| – Lieder: „Wir tauchen ein in dein Gehirn“ |           |                                                     |                                                |                           |                                       |
| 86b | 21b       | "Das Ameisenvolk"                                   | Gi-Ants                                        | 10. Feb. 2012             | 6. Juli 2012                          |
| – Lieder: „Leben wie eine Ameise“ |           |                                                     |                                                |                           |                                       |
| 87a | 22a       | "Doofenshmirtz als Geheimagent"                     | "Agent Doof"                                   | 11. Mai 2012              | 9. Juli 2012                          |
| – Lieder: „Super gern ein Baby“ |           |                                                     |                                                |                           |                                       |
| 87b | 22b       | Das verlorene Amulett                               | Phineas and Ferb and the Temple of Juatchadoon | 16. Jan. 2012 (Disney XD) | 24. Juni 2012                         |
| – Lieder: „Pass gut auf“, „Perry das Schnabeltier“ (Kürzere Version) |           |                                                     |                                                |                           |                                       |
| 88a | 23a       | Der flinke Zusteller                                | Delivery of Destiny                            | 27. Apr. 2012             | 10. Juli 2012                         |
| – Lieder: |           |                                                     |                                                |                           |                                       |
| 88b | 23b       | Das Trampolin-Abenteuer                             | Let’s Bounce                                   | 16. März 2012             | 11. Juli 2012                         |
| – Lieder: „Lügen“ |           |                                                     |                                                |                           |                                       |
| 89a | 24a       | Die Ninja Anzüge                                    | Quietest Day Ever                              | 30. März 2012             | 12. Juli 2012                         |
| – Lieder: „Ich bin bildschön“ |           |                                                     |                                                |                           |                                       |
| 89b | 24b       | Erfindungsverbot                                    | Bully Bromance Breakup                         | 16. März 2012             | 13. Juli 2012                         |
| – Lieder: „Ich bin frei“, „Ein Loch riesengroß in mir drin“ |           |                                                     |                                                |                           |                                       |
| 90a | 25a       | Fieselbeeren                                        | The Doonkleberry Imperative                    | 30. März 2012             | 16. Juli 2012                         |
| – Lieder: „Druselstein Führerscheintest“ |           |                                                     |                                                |                           |                                       |
| 90b | 25b       | Bärenjagd                                           | Buford Confidential                            | 27. Apr. 2012             | 28. Jan. 2013                         |
| – Lieder: |           |                                                     |                                                |                           |                                       |
| 91a | 26a       | Schlafwandlungserfinder                             | Sleepwalk Surprise                             | 8. Juni 2012              | 29. Jan. 2013                         |
| – Lieder: |           |                                                     |                                                |                           |                                       |
| 91b | 26b       | Kornkreise                                          | Sci-Fi Pie Fly                                 | 8. Juni 2012              | 7. Sep. 2012                          |
| – Lieder: „Monograms Theater Lied“, „Herunterkommen“ |           |                                                     |                                                |                           |                                       |
| 92 | 27        | Miep der Sterne                                     | Meapless in Seattle                            | 6. Apr. 2012              | 7. Sep. 2012                          |
| – Lieder: „Wir ziehen in den Kampf“ |           |                                                     |                                                |                           |                                       |
| 93a | 28a       | Der Mom-Magnet                                      | The Mom Attractor                              | 4. Mai 2012               | 17. Juli 2012                         |
| – Lieder: „Wir sind die Mom’s“, „Ich hämmere am Morgen“ |           |                                                     |                                                |                           |                                       |
| 93b | 28b       | Das Superhirn                                       | Cranius Maximus                                | 4. Mai 2012               | 18. Juli 2012                         |
| – Lieder: „Mega-Hirn“ |           |                                                     |                                                |                           |                                       |
| 94a | 29a       | Das erste Treffen                                   | Sipping With The Enemy                         | 22. Juni 2012             | 5. Feb. 2013                          |
| – Lieder: |           |                                                     |                                                |                           |                                       |
| 94b | 29b       | Die Flohmarktschatzsuche                            | Tri-State Treasure: Boot Of Secrets            | 22. Juni 2012             | 6. Feb. 2013                          |
| – Lieder: |           |                                                     |                                                |                           |                                       |
| 95a | 30a       | Das doppelte Schnabeltier                           | Doofapus                                       | 6. Juli 2012              | 7. Feb. 2013                          |
| – Lieder: |           |                                                     |                                                |                           |                                       |
| 95b | 30b       | Super-Norm                                          | Norm Unleashed                                 | 20. Juli 2012             | 11. Feb. 2013                         |
| – Lieder: |           |                                                     |                                                |                           |                                       |
| 96a | 31a       | Walmingos zu Besuch                                 | When Worlds Collide                            | 14. Sep. 2012             | 12. Feb. 2013                         |
| – Lieder: „Walmingos“ |           |                                                     |                                                |                           |                                       |
| 96b | 31b       | Straße nach Danville                                | Road to Danville                               | –                         | 13. Feb. 2013                         |
| – Lieder: „Ein herrlicher Tag“ |           |                                                     |                                                |                           |                                       |
| 97 | 32        | Wo ist Perry? – Teil 1                              | Where’s Perry? (Part One)                      | 26. Juli 2012             | 2. Nov. 2012                          |
| – Lieder: „In der Savanne“, „Fies für Zusatznoten“, „Dieses wirklich ungewöhnliche Fahrzeug“ |           |                                                     |                                                |                           |                                       |
| 98 | 33        | Wo ist Perry? – Teil 2                              | Where’s Perry? (Part Two)                      | 24. Aug. 2012             | 9. Nov. 2012                          |
| – Lieder: „Leben mit Affen“ |           |                                                     |                                                |                           |                                       |
| 99a | 34a       | Danville im Dunkeln                                 | Blackout                                       | 30. Nov. 2012             | 14. Feb. 2013                         |
| – Lieder: „Was ist das Ding?“ |           |                                                     |                                                |                           |                                       |
| 99b | 34b       | Der Tag zuvor                                       | What'd I Miss?                                 | 17. Sep. 2012 (Disney XD) | 18. Feb. 2013                         |
| – Lieder: „Sei ein Eichhörnchen“ |           |                                                     |                                                |                           |                                       |
| 100 | 35        | Vergangenheitsbewältigung                           | This Is Your Backstory                         | 2. Nov. 2012              | 24. Mai 2013                          |
| – Lieder: „Nicht so böse wie es scheint“ (Clip aus „Findet Mary McGuffin“), „Er schoss sich leider nie direkt in ihr Herz“ (Clip aus „Thaddeus und Thorn“)                                                                               |           |                                                     |                                                |                           |                                       |

## Film
Am 5. August 2011 wurde im US-amerikanischen Disney Channel ein Disney Channel Original Movie zur Serie ausgestrahlt. Die deutschsprachige Erstausstrahlung sendete der deutsche Disney XD am 9. September 2011. Die Erstausstrahlung im freiempfangbaren Fernsehen erfolgte am 30. September 2011 bei Super RTL.
| Nr. (ges.) | Nr. (St.) | Deutscher Titel                               | Originaltitel                              | Erstausstrahlung USA | Deutschsprachige Erstausstrahlung (D) |
| --- | --------- | --------------------------------------------- | ------------------------------------------ | -------------------- | ------------------------------------- |
| Film | 1         | Phineas und Ferb: Quer durch die 2. Dimension | Phineas and Ferb: Across the 2nd Dimension | 5. Aug. 2011         | 3. Sep. 2011                          |
| Im Film helfen Phineas und Ferb Doktor Doofenshmirtz dabei – unbewusst, was das für Folgen hat – seinen neuesten Inator fertigzustellen, durch den sie schließlich in eine andere Dimension gelangen. Dort treffen sie auf den anderen Doofenshmirtz, der dort inzwischen längst die ganze Try-Staate-Area unter Kontrolle hat. Er deckt die wahre Identität von Perry auf und offenbart sie den zwei Brüdern. Geknickt, nur eine Tarnung für ihr geliebtes Haustier zu sein, müssen sich die drei trotzdem mehr oder weniger zusammenreißen, um gegen den bösen Doofenshmirtz dieser Dimension aufzunehmen und in ihre eigene Dimension zurück zu gelangen. Dabei treffen sie sich und ihre Freunde in der 2. Dimension, die allerdings komplett anders sind wie sie ihre Vertrauten kennen. Lieder: „Alles ist Besser mit Perry“, „Die rätselhafte Kraft“, „Mein bester Freund bin ich selbst“, „Sommer (Man, wo fang ich nur an?)“, „Ich gehe fort“, „Eine neue Realität“, „Wir machen die Roboter fertig“, „Takin’ Care of Things“, „Legen noch was drauf“ |           |                                               |                                            |                      |                                       |

## Staffel 4
Die Erstausstrahlung der vierten Staffel war vom 7. Dezember 2012 bis zum 12. Juni 2015 (bis auf in der Tabelle vermerkte Ausnahmen) auf dem US-amerikanischen Fernsehsender Disney Channel zu sehen. Die deutschsprachige Erstausstrahlung erfolgte vom 15. Juni 2013 bis zum 31. Juli 2015 auf dem deutschen Sender Disney XD.
| Nr. (ges.) | Nr. (St.) | Deutscher Titel                                         | Originaltitel                                                            | Erstausstrahlung USA     | Deutschsprachige Erstausstrahlung (D) |
| --- | --------- | ------------------------------------------------------- | ------------------------------------------------------------------------ | ------------------------ | ------------------------------------- |
| 101a | 1a        | Fliegende Candace                                       | Fly On the Wall                                                          | 11. Jan. 2013            | 24. Sep. 2013                         |
| – Lieder: „Fliegen kann nichts entgehen“ |           |                                                         |                                                                          |                          |                                       |
| 101b | 1b        | Die Auto-Show                                           | My Sweet Ride                                                            | 1. Feb. 2013             | 25. Sep. 2013                         |
| – Lieder: „Vanessa’s Song“, „Mein Traumgefährt“ |           |                                                         |                                                                          |                          |                                       |
| 102a | 2a        | Eishockeyfieber                                         | For Your Ice Only                                                        | 7. Dez. 2012             | 26. Sep. 2013                         |
| – Lieder: „Hockey Z9“ |           |                                                         |                                                                          |                          |                                       |
| 102b | 2b        | Die Neujahrsweltraumkugel                               | Happy New Year!                                                          | 7. Dez. 2012             | 27. Sep. 2013                         |
| – Lieder: „Ein neues Jahr“ |           |                                                         |                                                                          |                          |                                       |
| 103a | 3a        | Der Zuckerrausch                                        | Bully Bust                                                               | 18. Jan. 2013            | 30. Sep. 2013                         |
| – Lieder: „Van Stomm Regeln“ |           |                                                         |                                                                          |                          |                                       |
| 103b | 3b        | Der Erfindungsauflauf                                   | Backyard Hodge Podge                                                     | 19. Apr. 2013            | 1. Okt. 2013                          |
| – Lieder: „Garten Misch-Masch“ |           |                                                         |                                                                          |                          |                                       |
| 104a | 4a        | Das Chinchilla-Rennen                                   | Der Kinderlumper                                                         | 15. Feb. 2013            | 2. Okt. 2013                          |
| – Lieder: „Der Kinderlümper“ |           |                                                         |                                                                          |                          |                                       |
| 104b | 4b        | Der Kuchenwahnsinn                                      | Just Desserts                                                            | 5. Juli 2013             | 3. Okt. 2013                          |
| – Lieder: „Kletter-Song“ |           |                                                         |                                                                          |                          |                                       |
| 105a | 5a        | Der Bienenkönig                                         | Bee Day                                                                  | 26. Apr. 2013            | 4. Okt. 2013                          |
| – Lieder: „Bienen Tag“ |           |                                                         |                                                                          |                          |                                       |
| 105b | 5b        | Das Bienen-Rätsel                                       | Bee Story                                                                | 26. Apr. 2013            | 7. Okt. 2013                          |
| – Lieder: „Schwänzel-Tanz“ |           |                                                         |                                                                          |                          |                                       |
| 106 | 6         | Teamwork Auf Abwegen (Alternativtitel)                  | Sidetracked                                                              | 1. März 2013             | 15. Juni 2013                         |
| – Lieder: „Wir fahren Draisine“, „Helikopter-Kampf“, „Neue Grönland National Hymne“ |           |                                                         |                                                                          |                          |                                       |
| 107a | 7a        | Der gordische Knoten                                    | Knot My Problem                                                          | 5. Juli 2013             | 8. Okt. 2013                          |
| – Lieder: „Diesen Knoten kriegen wir schon noch auf“ |           |                                                         |                                                                          |                          |                                       |
| 107b | 7b        | Gedankentausch                                          | Mind Share                                                               | 5. Apr. 2013             | 9. Okt. 2013                          |
| – Lieder: „Square Dance“ |           |                                                         |                                                                          |                          |                                       |
| 108 | 8         | Der Schnabeltierjäger                                   | Primal Perry                                                             | 2. Mär. 2013 (Disney XD) | 23. Sep. 2013                         |
| – Lieder: „Alles ist unvorstellbar“, „Buford, nimm dich gut in Acht“ |           |                                                         |                                                                          |                          |                                       |
| 109a | 9a        | Jagd auf Chupacabra                                     | La Candace-Cabra                                                         | 12. Juli 2013            | 10. Okt. 2013                         |
| – Lieder: „Chupacabra Ho“ |           |                                                         |                                                                          |                          |                                       |
| 109b | 9b        | Die riesige Geburtstagsparty                            | Happy Birthday, Isabella                                                 | 12. Juli 2013            | 11. Okt. 2013                         |
| – Lieder: „Allein (Isabellas Geburtstagslied)“ |           |                                                         |                                                                          |                          |                                       |
| 110a | 10a       | Der größte Wassertropfen der Welt                       | Great Balls of Water                                                     | 7. Juni 2013             | 14. Okt. 2013                         |
| – Lieder: „Außergewöhnlich“ |           |                                                         |                                                                          |                          |                                       |
| 110b | 10b       | Spürhund Buford                                         | Where’s Pinky?                                                           | 7. Juni 2013             | 15. Okt. 2013                         |
| – Lieder: „Geschichte der Tri-State Area“ |           |                                                         |                                                                          |                          |                                       |
| 111–112 | 11–12     | Mission Marvel                                          | Phineas and Ferb: Mission Marvel                                         | 16. Aug. 2013            | 25. Okt. 2013                         |
| – Lieder: „Wir surfen heut’ durch’s All“, „Die fiesen Freunde und ich“, „Ich meine es doch nur gut“, „Ich fühl' mich super“, „Du liebst das Risiko“, „dann geh’s ein“ |           |                                                         |                                                                          |                          |                                       |
| 113a | 13a       | Montys Plan                                             | Thanks But No Thanks                                                     | 13. Sep. 2013            | 18. Okt. 2013                         |
| – Lieder: „Pyramiden-Sport“ |           |                                                         |                                                                          |                          |                                       |
| 113b | 13b       | Die Trojaner schlagen zurück                            | Troy Story                                                               | 20. Sep. 2013            | 21. Okt. 2013                         |
| – Lieder: „Troja“ |           |                                                         |                                                                          |                          |                                       |
| 114a | 14a       | Liebe auf den ersten Biss                               | Love At First Byte                                                       | 2. Aug. 2013             | 16. Okt. 2013                         |
| – Lieder: „Wenn ich mit dir tanzen kann“ |           |                                                         |                                                                          |                          |                                       |
| 114b | 14b       | Der Hindernislauf                                       | One Good Turn                                                            | 9. Aug. 2013             | 17. Okt. 2013                         |
| – Lieder: „Tanz des Bedauerns“ |           |                                                         |                                                                          |                          |                                       |
| 115a | 15a       | Jeremys Geburtstag                                      | Cheers For Fears                                                         | 1. Nov. 2013             | 22. Okt. 2013                         |
| – Lieder: |           |                                                         |                                                                          |                          |                                       |
| 115b | 15b       | Die Glücksfrage                                         | Just Our Luck                                                            | 10. Jan. 2014            | 23. Okt. 2013                         |
| – Lieder: |           |                                                         |                                                                          |                          |                                       |
| 116a | 16a       | Der Rückgabewahnsinn                                    | Return Policy                                                            | 24. Jan. 2014            | 24. Okt. 2013                         |
| – Lieder: |           |                                                         |                                                                          |                          |                                       |
| 116b | 16b       | Die Supergärtner                                        | Imperfect Storm                                                          | 11. Juni 2014            | 29. Juli 2014                         |
| – Lieder: |           |                                                         |                                                                          |                          |                                       |
| 117a | 17a       | Die Dampfbrüder                                         | Steampunx                                                                | 15. Nov. 2013            | 1. Feb. 2014                          |
| – Lieder: |           |                                                         |                                                                          |                          |                                       |
| 117b | 17b       | Operation „Picknick“                                    | It’s No Picnic                                                           | 23. Juni 2014            | 31. Juli 2014                         |
| – Lieder: |           |                                                         |                                                                          |                          |                                       |
| 118 | 18        | Trilogie des Terrors                                    | Terrifying Tri-State Triology of Terror                                  | 5. Okt. 2013             | 31. Okt. 2013                         |
| – Lieder: „Nein Momo“, „Rustys Song“ |           |                                                         |                                                                          |                          |                                       |
| 119a | 19a       | Party im Schreckensschloss                              | Drusselsteinoween                                                        | 4. Okt. 2013             | 31. Okt. 2014                         |
| – Lieder: |           |                                                         |                                                                          |                          |                                       |
| 119b | 19b       | Die Riesenfledermaus                                    | Face Your Fear                                                           | 11. Okt. 2013            | 21. Juli 2014                         |
| – Lieder: |           |                                                         |                                                                          |                          |                                       |
| 120 | 20        | Das Klimpaloon Ultimatum                                | The Klimpaloon Ultimatum                                                 | 7. Juli 2014             | 24. Jan. 2015                         |
| – Lieder: |           |                                                         |                                                                          |                          |                                       |
| 121a | 21a       | Lehrer Doofenshmirtz                                    | Doof 101                                                                 | 27. Nov. 2014            | 25. Juli 2014                         |
| – Lieder: |           |                                                         |                                                                          |                          |                                       |
| 121b | 21b       | Väter und Söhne                                         | Father’s Day                                                             | 10. Juni 2014            | 28. Juli 2014                         |
| – Lieder: |           |                                                         |                                                                          |                          |                                       |
| 122a | 22a       | Der Liebesbrief                                         | Operation Crumb Cake                                                     | 14. Juli 2014            | 1. Aug. 2014                          |
| – Lieder: |           |                                                         |                                                                          |                          |                                       |
| 122b | 22b       | Pizzabote Candace                                       | Mandace                                                                  | 14. Juli 2014            | 4. Aug. 2014                          |
| – Lieder: |           |                                                         |                                                                          |                          |                                       |
| 123 | 23        | Geschichten vom Widerstand – Zurück in die 2. Dimension | Tales From the Resistance: Return to the 2nd Dimension                   | 25. Nov. 2014            | 3. Okt. 2014                          |
| – Lieder: |           |                                                         |                                                                          |                          |                                       |
| 124a | 24a       | Die Wiederkehr des abtrünnigen Hasen                    | The Return of the Rogue Rabbit                                           | 16. Juni 2014            | 30. Juli 2014                         |
| – Lieder: |           |                                                         |                                                                          |                          |                                       |
| 124b | 24b       | Leben und fahren lassen                                 | Live and Let Drive                                                       | 1. März 2014             | 24. Juli 2014                         |
| – Lieder: |           |                                                         |                                                                          |                          |                                       |
| 125a | 25a       | Gestrandet in Danville                                  | Lost in Danville                                                         | 29. Sep. 2014            | 17. Okt. 2014                         |
| – Lieder: |           |                                                         |                                                                          |                          |                                       |
| 125b | 25b       | Das Inator-System                                       | The Inator Method                                                        | 29. Sep. 2014            | 24. Okt. 2014                         |
| – Lieder: |           |                                                         |                                                                          |                          |                                       |
| 126 | 26        | Älter, aber nicht weiser                                | Act Your Age                                                             | 9. Feb. 2015             | 1. Juli 2015                          |
| – Lieder: Du wirst mir fehlen |           |                                                         |                                                                          |                          |                                       |
| 127–128 | 27–28     | Sommer in Gefahr                                        | Phineas and Ferb Save Summer                                             | 9. Juni 2014             | 11. Juli 2014                         |
| – Lieder: |           |                                                         |                                                                          |                          |                                       |
| 129·130 | 29–30     | Die Nacht der Zombies                                   | Night of the Living Pharmacist                                           | 4. Okt. 2014             | 2. Feb. 2015                          |
| – Lieder: |           |                                                         |                                                                          |                          |                                       |
| 131–132 | 31–32     | Star Wars                                               | Phineas and Ferb: Star Wars                                              | 26. Juli 2014            | 6. Sep. 2014                          |
| – Lieder: „Hier auf Tatooine“, „Im Imperium“, „Der Sith-Inator“, „Solo“ u. a. |           |                                                         |                                                                          |                          |                                       |
| 133–134 | 33–34     | Der letzte Sommertag                                    | Last Day Of Summer                                                       | 12. Juni 2015            | 31. Juli 2015                         |
| – Lieder: |           |                                                         |                                                                          |                          |                                       |
| 135 | 35        | Cliptastisch! Mit Kelly Osbourne                        | Phineas and Ferb’s Musical Cliptastic Countdown Hosted by Kelly Osbourne | 28. Juni 2013            | 24. Mai 2014                          |
| – Lieder: „Intimes Beisammensein“, „Perry komm doch nach Haus'“, „Ich bin ich“, „P-I-N-K-E“, „Stadt der Liebe“, „Sommer (Man, wo fang ich nur an?)“, „Mein bester Freund bin ich selbst“, „Ein Schnabeltier hat die Kontrolle hier“, „Sommer macht Riesenspaß“, „Alles ist besser mit Perry“ |           |                                                         |                                                                          |                          |                                       |

## Special
Am 9. November 2015 wurde im US-amerikanischen Disney XD ein eigenständiges Special zur Serie ausgestrahlt. Das Special grenzt sich von der Serie ab und ist trotz seiner Ausstrahlung nach Der letzte Sommertag nicht die letzte Folge der Serie. Außerdem wird im Special nicht der Vorspann von Phineas und Ferb verwendet. Die deutschsprachige Erstausstrahlung sendete der deutsche Disney XD am 24. Dezember 2015. Die Erstausstrahlung im deutschen freiempfangbaren Fernsehen erfolgte am 2. Februar 2016 auf dem Disney Channel.
| Nr. (ges.)   | Nr. (St.) | Deutscher Titel     | Originaltitel  | Erstausstrahlung USA | Deutschsprachige Erstausstrahlung (D) |
| ------------ | --------- | ------------------- | -------------- | -------------------- | ------------------------------------- |
| Special      | 1         | Geheimakte O.O.C.A. | O.W.C.A. Files | 9. Nov. 2015         | 24. Dez. 2015                         |
| ---- Lieder: |           |                     |                |                      |                                       |

## Staffel 5
Die fünfte Staffel von Phineas und Ferb feierte am 5. Juni 2025 auf dem Disney Channel Premiere und wurde am folgenden Tag auf Disney+ in den USA veröffentlicht.
| Nr. (ges.) | Nr. (St.) | Deutscher Titel                  | Originaltitel               | Erstausstrahlung USA | Deutschsprachige Erstausstrahlung (D) |
| ---------- | --------- | -------------------------------- | --------------------------- | -------------------- | ------------------------------------- |
| 136a       | 1a        | Sommer-Blockbuster               | Summer Summer Block Buster  | 5. Juni 2025         | –                                     |
| – Lieder:  |           |                                  |                             |                      |                                       |
| 136b       | 1b        | Wolkig mit einer Chance auf Mama | Cloudy With A Chance Of Mom | 5. Juni 2025         | –                                     |
| – Lieder:  |           |                                  |                             |                      |                                       |